# Goed (Nederlands recht)
Een goed in juridische zin, meervoud goederen, wordt in Boek 3 van het Nederlandse Burgerlijk Wetboek gedefinieerd als een zaak of vermogensrecht. Een belangrijk kenmerk van goederen is dat zij voor menselijke beheersing vatbaar moeten zijn en in beginsel overdraagbaar zijn, dat wil zeggen dat het rechtssubject dat tot een goed gerechtigd is, dat goed aan een ander rechtssubject moet kunnen overdragen, bijvoorbeeld op grond van een koopovereenkomst een schenking of door erfopvolging. Het gaat daarbij om de vatbaarheid van het object voor overdracht. Die vatbaarheid kan namelijk ook bestaan wanneer overdraagbaarheid, bij wijze van uitzondering, is uitgesloten. Het rechtsgebied dat alles rondom goederen regelt is het goederenrecht, onderdeel van het vermogensrecht.

## Vatbaar voor overdracht
De vraag wanneer een object vatbaar is voor overdracht, is niet altijd eenvoudig te beantwoorden. Voor vatbaarheid voor overdracht is vereist dat het object een eenheid vormt, maar het hoeft niet om een stoffelijk object te gaan, het kan ook om bijvoorbeeld een vermogensrecht gaan.
Als voorbeeld kan de vraag worden gesteld of een onderneming die in de vorm van een eenmanszaak wordt gevoerd, vatbaar is voor zakenrechtelijke overdracht. Alles wat tot die onderneming behoort is deel van het vermogen van de ondernemer, terwijl tegelijkertijd die onderneming vanuit maatschappelijk oogpunt als een eenheid wordt gezien. Die vraag wordt over het algemeen met 'nee' beantwoord. Dat iets in maatschappelijke zin een eenheid vormt, is namelijk niet genoeg. Voor zaken geldt de wettelijke definitie van artikel 2: stoffelijke objecten die voor menselijke beheersing vatbaar zijn. In feite kan de eis van vatbaarheid voor menselijke beheersing aan alle goederen, dus ook aan vermogensrechten, worden gesteld.
Het gaat om de vraag of het object op een zodanige wijze kan worden aangeduid dat transacties mogelijk zijn met inachtneming van de eis van kenbaarheid voor derden. De bepaaldheidseis van art. 84 lid 2 wordt in dit verband ook van toepassing geacht op de levering. Het gaat om een voor derden kenbare macht jegens een bepaald object. Bij vermogensrechten wordt die macht vaak uitgedrukt door middel van een schriftelijk bewijs.
Die eis van kenbaarheid is in het goederenrecht erg belangrijk. Derden moeten op relatief eenvoudige wijze kunnen achterhalen wie welke rechten heeft ten aanzien van een goed. De werkelijkheid mag daarbij in beginsel niet in strijd zijn met de intuïtie. Dit is anders dan in het verbintenissenrecht, waar het gaat om de relatie tussen twee of meer bepaalde personen. Derden hoeven zich in beginsel niets aan te trekken van die relatie. Daarom kan elke vorm van onderneming probleemloos worden verkocht. Wat partijen hebben bedoeld, is vervolgens een kwestie die alleen tussen hen speelt.
Of die onderneming als eenheid kan worden overgedragen, is een andere vraag. Een onderneming in de vorm van een eenmanszaak kan bijvoorbeeld waarschijnlijk niet aan de eis van kenbaarheid voor derden voldoen. Het is namelijk zo dat de objecten die voor de onderneming worden gebruikt niet met voldoende zekerheid zijn te onderscheiden van de overige objecten in het vermogen van de eigenaar. Die objecten zullen dus een voor een moeten worden aangeduid bij de overdracht. In de praktijk zal daarbij vrijwel altijd iets op schrift worden gesteld.
Samenvattend kan een object alleen een goed zijn wanneer de inhoud van die eenheid op zodanige wijze kan worden afgebakend dat wordt voldaan aan de eis van kenbaarheid voor derden. Concepten die maatschappelijk gezien bestaan, kunnen voor het goederenrecht soms te onbepaald zijn.

## Vermogensrechten
Niet-tastbare vermogensbestanddelen zijn vermogensrechten. Een vermogensrecht is een subjectief recht op een goed, een dienst of een andere prestatie die uiteindelijk tot stoffelijk voordeel leidt. In de woorden van het Nederlandse BW: "Rechten die, hetzij afzonderlijk hetzij tezamen met een ander recht, overdraagbaar zijn, of er toe strekken de rechthebbende stoffelijk voordeel te verschaffen, ofwel verkregen zijn in ruil voor verstrekt of in het vooruitzicht gesteld stoffelijk voordeel, zijn vermogensrechten".
Voorbeelden van vermogensrechten zijn het recht op betaling van een geldbedrag, het recht op levering van een zaak en het recht op het verlenen van een dienst, en dus bijvoorbeeld een aandeel, een lijfrente of een vordering.

## Onderscheid tussen de begrippen goed en zaak
Als in het burgerlijk wetboek ergens anders staat: "Bezit is het houden van een goed voor zichzelf" (art. 3:107 eerste lid BW), dan is daaruit af te leiden dat bezit geldt voor zowel zaken als vermogensrechten. In artikel 5:1 eerste lid van het Burgerlijk Wetboek is te lezen: "Eigendom is het meest omvattende recht dat een persoon op een zaak kan hebben". Daar is dan weer uit af te leiden dat eigendom alleen betrekking heeft op "voor menselijke beheersing vatbare stoffelijke objecten". Van een vermogensrecht is men namelijk geen "eigenaar", maar "rechthebbende" (zie ook: Eigendom).

## Registergoed
Een registergoed is een goed voor welker overdracht of vestiging inschrijving in daartoe bestemde openbare registers noodzakelijk is. Een voorbeeld van een onroerend registergoed is een woning. Een voorbeeld van een roerend registergoed is een schip, dat is ingeschreven in het scheepsregister. Een appartementsrecht is een voorbeeld van een vermogensrecht dat een registergoed is. Een voorbeeld van een niet-registergoed is een fiets. Ook een auto is geen registergoed, want hoewel men een auto moet inschrijven in het kentekenregister schrijft de wet dit niet als vereiste voor eigendomsoverdracht voor.

## Verkrijging en verlies
Een rechtssubject kan goederen onder algemene en onder bijzondere titel verkrijgen. Goederen worden onder algemene titel verkregen door erfopvolging, door boedelmenging, door fusie en door splitsing (art. 80 BW 3). Dit houdt in dat er geen aparte overdrachtsformaliteit per vermogensbestanddeel is en dat schuldeisers niet om toestemming hoeft te worden gevraagd.
Een rechtssubject verkrijgt goederen onder bijzondere titel, onder andere door overdracht, door verjaring en door onteigening.
| Schema Nederlands vermogensrecht                       | Schema Nederlands vermogensrecht                               | Schema Nederlands vermogensrecht                                                                                    | Schema Nederlands vermogensrecht                                                                             | Schema Nederlands vermogensrecht                                                            | Schema Nederlands vermogensrecht                                                            | Schema Nederlands vermogensrecht                                                            | Schema Nederlands vermogensrecht                                                            |
| ------------------------------------------------------ | -------------------------------------------------------------- | --- | --- | ------------------------------------------------------------------------------------------- | ------------------------------------------------------------------------------------------- | ------------------------------------------------------------------------------------------- | ------------------------------------------------------------------------------------------- |
| (excl. erfrecht, Boek 4 BW)                            |                                                                | | |                                                                                             |                                                                                             |                                                                                             |                                                                                             |
| ABSOLUTE OF EXCLUSIEVE RECHTEN : (gelden jegens allen) | ABSOLUTE OF EXCLUSIEVE RECHTEN : (gelden jegens allen)         | ABSOLUTE OF EXCLUSIEVE RECHTEN : (gelden jegens allen)                                                              | ABSOLUTE OF EXCLUSIEVE RECHTEN : (gelden jegens allen)                                                       | RELATIEVE OF PERSOONLIJKE RECHTEN : (vorderingsrechten) (gelden slechts jegens wederpartij) | RELATIEVE OF PERSOONLIJKE RECHTEN : (vorderingsrechten) (gelden slechts jegens wederpartij) | RELATIEVE OF PERSOONLIJKE RECHTEN : (vorderingsrechten) (gelden slechts jegens wederpartij) | RELATIEVE OF PERSOONLIJKE RECHTEN : (vorderingsrechten) (gelden slechts jegens wederpartij) |
| GOEDERENRECHT                                          | GOEDERENRECHT                                                  | GOEDERENRECHT | RECHTEN op VOORTBRENGSELEN VAN DE MENSELIJKE GEEST (gepland voor Boek 9 BW) auteursrecht, octrooirecht, enz. | VERBINTENISSENRECHT (Boek 6 en 7 BW)                                                        | VERBINTENISSENRECHT (Boek 6 en 7 BW)                                                        | VERBINTENISSENRECHT (Boek 6 en 7 BW)                                                        | VERBINTENISSENRECHT (Boek 6 en 7 BW)                                                        |
| Zakelijke rechten (Boek 5 BW)                          | Zakelijke rechten (Boek 5 BW)                                  | Rechten op (absolute en relatieve) vermogensrechten Dit kunnen ook rechten zijn op vorderingsrechten! aandeel, enz. | RECHTEN op VOORTBRENGSELEN VAN DE MENSELIJKE GEEST (gepland voor Boek 9 BW) auteursrecht, octrooirecht, enz. | Verbintenisscheppende overeenkomsten                                                        | Verbintenisscheppende overeenkomsten                                                        | Verbintenissen uit de wet                                                                   | Verbintenissen uit de wet                                                                   |
| Volledig recht op een zaak eigendom                    | Beperkt recht op een zaak erfpacht, mandeligheid, opstal, enz. | Rechten op (absolute en relatieve) vermogensrechten Dit kunnen ook rechten zijn op vorderingsrechten! aandeel, enz. | RECHTEN op VOORTBRENGSELEN VAN DE MENSELIJKE GEEST (gepland voor Boek 9 BW) auteursrecht, octrooirecht, enz. | Eenzijdige overeenkomst schenking, enz.                                                     | Meerzijdige overeenkomst ruil, koop, huur, enz.                                             | Onrechtmatige daad (Boek 6 BW, titel 3)                                                     | Rechtmatige daad zaakwaarneming, ongerechtvaardigde verrijking, onverschuldigde betaling    |